# سیمونه بولدینی
سیمونه بولدینی (انگلیسی: Simone Boldini؛ زادهٔ ۲۳ مهٔ ۱۹۵۴) بازیکن فوتبال اهل ایتالیا است.
از باشگاه‌هایی که در آن بازی کرده‌است می‌توان به باشگاه فوتبال اسپتزیا، باشگاه فوتبال آسکولی، باشگاه فوتبال آ.ث. میلان، باشگاه فوتبال پیستویزه، باشگاه فوتبال آتالانتا، باشگاه فوتبال کومو، و باشگاه فوتبال ناپولی اشاره کرد.